# Товстолист пісковий
Товстолист пісковий (Crassula vaillantii, syn. Tillaea vaillantii Willd.) — вид квіткових рослин з родини товстолистових (Crassulaceae).

## Біоморфологічна характеристика
Це однорічні трав'яні рослини (1)2–6(15) см заввишки, голі, часто червонуваті, утворюють дрібні пухкі дернини. Стебла гіллясті від основи, вгору спрямовані чи лежачі, мало облистнені, слабкі. Листки супротивні, довгасто-лінійні, 1.5–4(6) мм завдовжки, субтупуваті, плоскі, трохи м'ясисті. Квітки поодинокі чи в невеликих кінцевих і пазушних суцвіттях, на порівняно довгих квітконіжках, 4–6 мм завдовжки, 4-члені, дрібні. Чашолистки 0.2–1 мм, широкояйцеподібні, спаяні біля основи, зеленуваті. Пелюстки (1)1.5–2 мм, довші, ніж чашолистки, яйцювато-ланцетні, рожеві. Тичинки 1–1.5 мм. Плоди 8–12-насінні, яйцеподібні, з коротким носиком. Насіння ≈ 0.4 мм, злегка поздовжньо-смугасте, коричневе.

## Поширення
Поширення: Європа, Центральна Азія, Північна Африка, ПАР.
В Україні вид росте на берегах річок на піщаному ґрунті — у Степу (Вознесенськ, Первомайськ), дуже рідко